# Üvegsügérek
Az üvegsügérek (Ambassidae) a sugarasúszójú halak (Actinopterygii) osztályának és a sügéralakúak (Perciformes) rendjéhez tartozó család.

## Rendszerezés
A családba az alábbi nemek és fajok tartoznak:
- Ambassis
  - Ambassis agassizii
  - Ambassis agrammus
  - Ambassis ambassis
  - Ambassis buruensis
  - Ambassis buton
  - Ambassis dussumieri
  - Ambassis elongatus
  - Ambassis fontoynonti
  - Ambassis gymnocephalus
  - Ambassis interrupta
  - Ambassis jacksoniensis
  - Ambassis kopsii
  - Ambassis macleayi
  - Ambassis macracanthus
  - Ambassis marianus
  - Ambassis miops
  - Ambassis muelleri
  - Ambassis nalua
  - Ambassis natalensis
  - Ambassis productus
  - Ambassis urotaenia
  - Ambassis vachellii
- Chanda
  - Chanda nama
- Denariusa
  - Denariusa australis
  - Denariusa bandata
- Gymnochanda
  - Gymnochanda filamentosa
  - Gymnochanda flamea
  - Gymnochanda limi
- Paradoxodacna
  - Paradoxodacna piratica
- Parambassis
  - Parambassis altipinnis
  - Parambassis apogonoides
  - Parambassis confinis
  - Parambassis dayi
  - Parambassis gulliveri
  - Indiai üvegsügér (Parambassis lala)
  - Parambassis macrolepis
  - Parambassis pulcinella
  - Pirosszárnyú üvegsügér (Parambassis ranga)
  - Parambassis siamensis
  - Parambassis tenasserimensis
  - Parambassis thomassi
  - Parambassis vollmeri
  - Parambassis wolffii
- Pseudambassis
  - Pseudambassis alleni
  - Pseudambassis baculis
  - Pseudambassis roberti
- Tetracentrum
  - Tetracentrum apogonoides
  - Tetracentrum caudovittatus
  - Tetracentrum honessi